# Philonomé
Dans la mythologie grecque, Philonomé est la seconde épouse du roi Cycnos. Amoureuse sans retour de son beau-fils Ténès, elle l'accuse de tentative de viol auprès de son mari. La vérité finalement révélée, celui-ci la fait enterrer vive.

## Éléments de biographie

Aperçu de la Troade, avec la petite île de Ténédos en face de la ville côtière de Colones et la ville de Troie

Philonomé est la fille de Tragasos, ou Cragasus (Κράγασος / Krágasos). Elle est parfois nommée Polyboia (Πολύβοιαν / Polúboian) ou encore Scamandria (« du [fleuve] Scamandre »).
Elle épouse Cycnos, un fils de Poséidon et de Calycé, roi de Colones en Troade (au sud-ouest immédiat de Troie),,,, dont la première épouse Procléia est morte.
Mais Philonomé tombe amoureuse de son beau-fils Ténès, né du premier lit de son époux. Ne pouvant parvenir à ses fins, elle l'accuse devant Cycnos d'avoir tenté de la séduire, appuyée par un joueur de flûte nommé Eumolpos ou Molpos qui témoigne en son sens,,.
Convaincu, Cycnos fait jeter Ténès dans la mer, enfermé dans un coffre avec sa sœur Hémithéa qui le soutenait. Les deux jeunes gens survivent, le coffre s'échouant sur le rivage de l'île voisine de Leucophrys. Ténès fait de l'île son royaume, qui prend alors le nom d'île de Ténédos.
Cycnos prend enfin conscience qu'il a été trompé : il fait enterrer sa femme vivante et lapider le joueur de flûte,.